# Qian Shan
Qian Shan är ett berg i Kina. Det ligger i provinsen Liaoning, i den nordöstra delen av landet, omkring 92 kilometer söder om provinshuvudstaden Shenyang. Toppen på Qian Shan är 1 336 meter över havet.
Qian Shan är den högsta punkten i trakten. Runt Qian Shan är det ganska tätbefolkat, med 185 invånare per kvadratkilometer. Närmaste större samhälle är Anshan, 17,3 km nordväst om Qian Shan. I omgivningarna runt Qian Shan växer i huvudsak blandskog.
Genomsnittlig årsnederbörd är 1 131 millimeter. Den regnigaste månaden är juli, med i genomsnitt 319 mm nederbörd, och den torraste är januari, med 9 mm nederbörd.